# Comuna Danivka, Kozeleț
Danivka (în ucraineană Данівка) este o comună în raionul Kozeleț, regiunea Cernihiv, Ucraina, formată din satele Danivka (reședința) și Kurhanske.

## Demografie
Componența lingvistică a comunei Danivka
     Ucraineană (98,69%)
     Rusă (1,12%)
     Alte limbi (0,09%)
Conform recensământului din 2001, majoritatea populației comunei Danivka era vorbitoare de ucraineană (98,69%), existând în minoritate și vorbitori de rusă (1,12%).